# Configuração molecular
A configuração molecular de uma molécula é a geometria permanente que resulta do arranjo espacial de suas ligações. A habilidade do mesmo conjunto de átomos em formar duas ou mais moléculas com diferentes configurações é estereoisomerismo. Usados como drogas, compostos com diferentes configurações normalmente apresentam diferentes atividades fisiológicas, incluindo o efeito farmacológico desejado,a toxicologia e o metabolismo.
Configuração é distinta de conformação química, uma forma atingível por rotações de ligações.